# Never Gonna Stop It
Singles de MAX
Issho ni...
(1999) Magic
(2000)
Never Gonna Stop It (titré en minuscules : Never gonna stop it) est le seizième single du groupe MAX, sorti en 2000.

## Présentation
Le single, le premier produit par le groupe lui-même, sort le 16 février 2000 au Japon sous le label avex trax, trois mois seulement après son précédent single Issho ni.... C'est après lui son deuxième single à sortir au format maxi-CD de 12 cm de diamètre, nouvelle norme pour les singles dans ce pays ; les précédents étaient sortis au format mini-CD de 8 cm, ancienne norme. Il atteint la 9e place du classement des ventes de l'Oricon, et reste classé pendant huit semaines. Vendu à plus de 150 000 exemplaires, il restera le single le plus vendu du groupe dans les années 2000. Une version promotionnelle vinyle du single sort aussi au format maxi 45 tours, avec les mêmes titres mais dans un ordre différent.
C'est le premier single de MAX à contenir trois chansons originales et leurs versions instrumentales. La chanson-titre est utilisée comme thème de fin de l'émission télévisée Girls² sur NTV, et comme thème musical dans une publicité pour une marque de bourbon. La chanson figurera sur le quatrième album original du groupe, Emotional History qui sortira un an plus tard, ainsi que sur ses compilations Precious Collection de 2002 et Complete Best de 2010 ; elle sera remixée sur son album de remix Maximum Trance de 2002. La deuxième chanson du single, So Special Love, restera inédite en album. La troisième, Get Ready?, est utilisée comme thème musical dans une publicité pour le produit Nuvis S2000 de la marque Nikon, et figurera aussi sur l'album Emotional History.

## Liste des titres
| CD    | CD                                                               | CD                                           | CD    | CD | CD | CD | CD | CD | CD |
| No    | Titre                                                            | Paroles / Musique et arrangements            | Durée |    |    |    |    |    |    |
| ----- | ---------------------------------------------------------------- | -------------------------------------------- | ----- | -- | -- | -- | -- | -- | -- |
| 1.    | Never Gonna Stop It (Never gonna stop it)                        | MAX (Rap: Chino, Katsu) / Chino, Y. Sasamoto | 4:40  |    |    |    |    |    |    |
| 2.    | So Special Love (So special love)                                | Hiromi Mori / Yasushi Sasamoto               | 5:02  |    |    |    |    |    |    |
| 3.    | Get Ready? (Get ready?)                                          | Hiromi Mori / Yasushi Sasamoto               | 4:22  |    |    |    |    |    |    |
| 4.    | Never Gonna Stop It (Original Karaoke) (Never gonna stop it ...) | (Instrumental) / Chino, Yasushi Sasamoto     | 4:40  |    |    |    |    |    |    |
| 5.    | So Special Love (Original Karaoke) (So special love ...)         | (Instrumental) / Yasushi Sasamoto            | 5:02  |    |    |    |    |    |    |
| 6.    | Get Ready? (Original Karaoke) (Get ready? ...)                   | (Instrumental) / Yasushi Sasamoto            | 4:22  |    |    |    |    |    |    |
| 28:08 |                                                                  |                                              |       |    |    |    |    |    |    |

| A1. | Never Gonna Stop It (Never gonna stop it)                        | MAX (Rap: Chino, Katsu) / Chino, Y. Sasamoto | 4:40 |
| A2. | Never Gonna Stop It (Original Karaoke) (Never gonna stop it ...) | (Instrumental) / Chino, Yasushi Sasamoto     | 4:40 |
| B1. | So Special Love (So special love)                                | Hiromi Mori / Yasushi Sasamoto               | 5:02 |
| B2. | So Special Love (Original Karaoke) (So special love ...)         | (Instrumental) / Yasushi Sasamoto            | 5:02 |
| B3. | Get Ready? (Get ready?)                                          | Hiromi Mori / Yasushi Sasamoto               | 4:22 |
| B4. | Get Ready? (Original Karaoke) (Get ready? ...)                   | (Instrumental) / Yasushi Sasamoto            | 4:22 |

## Credits
- Production : MAX
- Co-production : Jun-Ichi "Randy" Tsuchiya, Max Matsuura
- Direction : Ko "30" Yoshioka
- Production exécutive : Jonny Taira
- Manipulation électronique : Takashi Okano
- Masterisation : Masao Nakazato
- Enregistrement et mixage : Morihito Joyama, Takeshi Takizawa
- Chœurs : Dawn Moore (titre n°2)
- Basse : Yasushi Sasamoto (titre n°2 et 3)
- Claviers : Taisuke Sawachika (titre n°2)
- Guitare : Jun Yamazaki (titre n°3)